# HalfNoise
HalfNoise est un projet musical américain créé par Zac Farro, batteur du groupe Paramore. Formé à Nashville, Tennessee, Farro met en place le projet aux côtés de Jason Clark à la suite du départ des Farro de Paramore. Le projet se compose désormais de Zac Farro tout seul.

## Biographie
HalfNoise a été créé deux jours après le départ de Zac Farro de Paramore, sous le nom original de Tunnel. Zac a participé à ce nouveau projet, avec Jason Clark, laissant paraître une nouvelle chanson intitulée Hide Your Eyes,
Farro et Clark avaient déjà été ensemble dans un groupe avec Taylor York et le frère de Zac Farro, Josh Farro avant Paramore. Le duo s'est alors rebaptisé HalfNoise en raison du fait que d'autres groupes étaient dotés du nom Tunnel. En mars 2011, il a été annoncé que Zac se joindrait au groupe de son frère Novel American, mais continuerait de participer à HalfNoise,,.

## Enregistrements studio
HalfNoise EP (2012)
Le 14 juin 2012, le groupe sort "Free the House" leur première chanson et vidéo officielle, et plus tard il sort son premier EP éponyme en octobre 2012 composé de démos précédentes et du nouveau matériel.
Volcano Crowe (2014)
Le 26 mai 2014, Farro a enregistré une nouvelle chanson intitulée Mountains, et a annoncé que le premier album du groupe, Volcano Crowe, serait bientôt sorti.

## Influences
Farro a déclaré que certaines de ses influences comprenaient: Jimmy Eat World, Radiohead, Death Cab for Cutie, Mew, Paper Route, Sigur Ros, Thrice, Sunny Day Real Estate et múm. Farro a été influencé par Dave Grohl (ancien batteur de Nirvana et actuel chanteur/compositeur de Foo Fighters puis batteur de Them Crooked Vultures), William Goldsmith (ancien batteur de Sunny Day Real Estate et Foo Fighters, remplacé par Taylor Hawkins) et Riley Breckenridge (batteur du groupe, Thrice).

## Membres du groupe
Membres actuels
- Zac Farro – Multi-instrumentiste (2010–présent)

Anciens membres
- Jason Clark (en) – Guitare (2010–2012)

## Discographie

### 2012 - HalfNoise EP
| 1. | Remember When  | 3:09 |
| 2. | Sunsee         | 4:43 |
| 3. | Hide Your Eyes | 3:21 |
| 4. | Free the House | 3:55 |
| 5. | Reproof        | 3:31 |

| 6.  | Reproof (Sebastian Forslund Remix) | 4:01 |
| 7.  | Remember When (Instrumental)       | 3:10 |
| 8.  | Sunsee (Instrumental)              | 4:46 |
| 9.  | Hide Your Eyes (Instrumental)      | 3:21 |
| 10. | Free the House (Instrumental)      | 3:56 |
| 11. | Reproof (Instrumental)             | 3:37 |

### Démos
- Don't Lie to Me
- Erase Me
- Hide Your Eyes